# Додола
Додола или Перперуна је биће словенске митологије које представља богињу кише, и везује се за врховног старословенског бога грома Перуна.

## Ритуали
Додолски ритуали су паганске ритуалне игре и песме чији магични елементи су имали за циљ да изазову кишу. У игри су учествовале углавном девојчице, од 5 до 12 година, јер су ритуална правила захтевала потпуну невиност.
Девојке су звали Додоле и биле су обучене у стару одећу, углавном подерану, на глави су носиле венце од трава, житарица и цвећа и букете цвећа у рукама.
Главна додола је морала бити сироче (без оца и мајке) или рођена после очеве смрти (посмрче), с тим да након њеног рођења није смело да се роди ниједно друго дете. Ишле су селом и играла и певале испред сваке куће.
Додоле су се окупљале током летњих суша. Носиле су са собом гранчице храста, јер је храст по старом индоевропском веровању дрво бога громовника Перуна.
Као необична и полунага појава, додола се креће слободно по селу заједно са девојкама које је хорски прате. Када дође пред нечије домаћинство обред почиње, она пева стих по стих, а девојке у глас припев «ој додо, ој додоле». У току певања она игра тако што се окреће у круг. Када отпева песму додола бива поливена водом од стране домаћице. По завршетку обреда бива награђена.
Обреди се разликују од места до места. У призренском крају девојке након обиласка кућа иду у цркву. У овом крају примећује се преплитање религијског и магијског.